# Humza Yousaf
Humza Yousaf, né le 7 avril 1985 à Glasgow, est un homme politique écossais. Il est chef du Parti national écossais (SNP) du 27 mars 2023 au 6 mai 2024 et Premier ministre d'Écosse du 29 mars 2023 au 7 mai 2024.
Il est élu au Parlement écossais en 2011, et occupe entre 2012 et 2018 des postes gouvernementaux de second rang. En 2018, il devient secrétaire à la Justice du deuxième gouvernement de l'indépendantiste Nicola Sturgeon, accédant pour la première fois au cabinet. Il est promu secrétaire à la Santé trois ans plus tard.
À la suite de l'annonce en février 2023 de la démission de Nicola Sturgeon, il se présente au scrutin convoqué pour la remplacer à la direction du SNP. Il l'emporte face à Kate Forbes au deuxième décompte. Il est élu, le 28 mars 2023, Premier ministre par le Parlement. Il démissionne au bout de treize mois, après la rupture de sa coalition avec les Verts.

## Biographie

### Famille
Humza Haroon Yousaf est né à Glasgow. Il est le fils d'immigrés de première génération : son père, Muzaffar Yousaf, est né à Mian Channu au Pakistan et a émigré à Glasgow dans les années 1960, pour travailler comme comptable. Son grand-père paternel travaillait dans l'usine de machine de couture Singer à Clydebank dans les années 1960. Sa  mère, Shaaista Bhutta, est née au Kenya dans une famille originaire d'Asie du Sud, ayant subi de nombreuses attaques, car perçue comme prenant le travail aux locaux. Les Bhutta émigrent au Royaume-Uni pour échapper aux violences anti-indiennes au Kenya.
Éduqué dans une école privée à Glasgow, Humza Yousaf étudie ensuite la science politique à l'université de Glasgow. Il travaille un temps pour un centre d'appel avant de devenir assistant parlementaire de Bashir Ahmad (en), député du Parti national écossais au Parlement écossais.
Il est marié à Nadia El-Nakla (en), une psychothérapeute et activiste politique écossaise d'origine palestinienne.

### Implications en faveur de la communauté musulmane
Dans sa jeunesse, Humza Yousaf s'implique dans la vie de la communauté musulmane écossaise, en étant actif dans diverses associations. Ainsi, il est pendant douze ans animateur radio pour Islamic Relief.
Il préside pendant un temps la Scottish Islamic Foundation. Selon une liste secrète dressée par la fondation Quilliam pour les autorités britanniques, la Scottish Islamic Foundation constituerait une « porte d'entrée » pour l'islamisme auprès des institutions publiques, ce que celle-ci dément.

### Débuts et ascension en politique
Humza Yousaf devient membre du Parti national écossais (centre-gauche progressiste et indépendantiste) en 2005, après avoir entendu un discours d'Alex Salmond contre la guerre d'Irak. Élu une première fois au Parlement écossais en 2011, il a occupé plusieurs postes ministériels,.
En 2012, le Premier ministre d'Écosse Alex Salmond le nomme ministre aux Affaires européennes et au développement international. Réélu député aux élections législatives écossaises de 2016, il est fait ministre des Transports. Quelques mois plus tard, il perd six points sur son permis de conduire et doit payer une amende de £300 pour avoir conduit sans assurance la voiture d'un ami. En 2018, la Première ministre Nicola Sturgeon le promeut ministre de la Justice. Il introduit un projet de loi réprimant l'incitation à la haine, et qui s'avère très controversé : les adversaires du projet estiment qu'il pourrait contraindre les bibliothèques et les librairies à retirer certains ouvrages de leurs rayons, et qu'il pourrait engendrer des poursuites pénales contre des personnes exprimant leurs opinions dans le cadre privé de leur propre foyer. Humza Yousaf s'était explicitement prononcé pour que des personnes puissent être poursuivies en justice pour des propos haineux tenus dans un cadre privé chez eux. Jim Sillars (en), ancien vice-chef du parti, décrit ce projet de loi comme « l'un des plus pernicieux et des plus dangereux jamais produits par un gouvernement au Royaume-Uni des temps modernes ». Adoptée par le Parlement écossais en mars 2021 après plusieurs amendements, la loi entre en vigueur le 1er avril 2024.
En mai 2021, il réagit sur Twitter pour condamner comme « dégoûtante » une vidéo semblant montrer des joueurs du Rangers Football Club chantant des airs anti-catholiques, avant que cette vidéo ne soit révélée comme étant une infox. Ce même mois, il est nommé ministre de la Santé.

### Premier ministre

#### Chef du SNP
Humza Yousaf annonce le 18 février 2023 qu'il se porterait candidat à la succession de Nicola Sturgeon, après l'annonce de la démission de la Première ministre d'Écosse. Durant la campagne interne au parti, contrairement à ses deux adversaires candidates à la direction du parti, Kate Forbes et Ash Regan, il se positionne en faveur de la récente loi écossaise controversée qui permet aux personnes transgenre de changer légalement de genre par simple déclaration. Il réaffirme par la même occasion son soutien au mariage homosexuel, expliquant qu'à titre personnel il ne considère pas l'homosexualité comme un péché, et que même s'il « ne peu[t] pas changer ce qui est écrit » dans le Coran, il « ne permettr[a] pas à [sa] foi religieuse personnelle d'être le fondement de la législation »,. Il est par ailleurs considéré comme le candidat de la continuité des politiques de Nicola Sturgeon, tandis que Kate Forbes incarne l'aile conservatrice du parti, et Ash Regan l'aile indépendantiste radicale. Selon Le Figaro, il est ainsi « un pur produit du communautarisme anglo-saxon » ne voyant pas de contradiction entre le fait de combattre à la fois l’« islamophobie » et la « transphobie ».

#### Prise de fonction

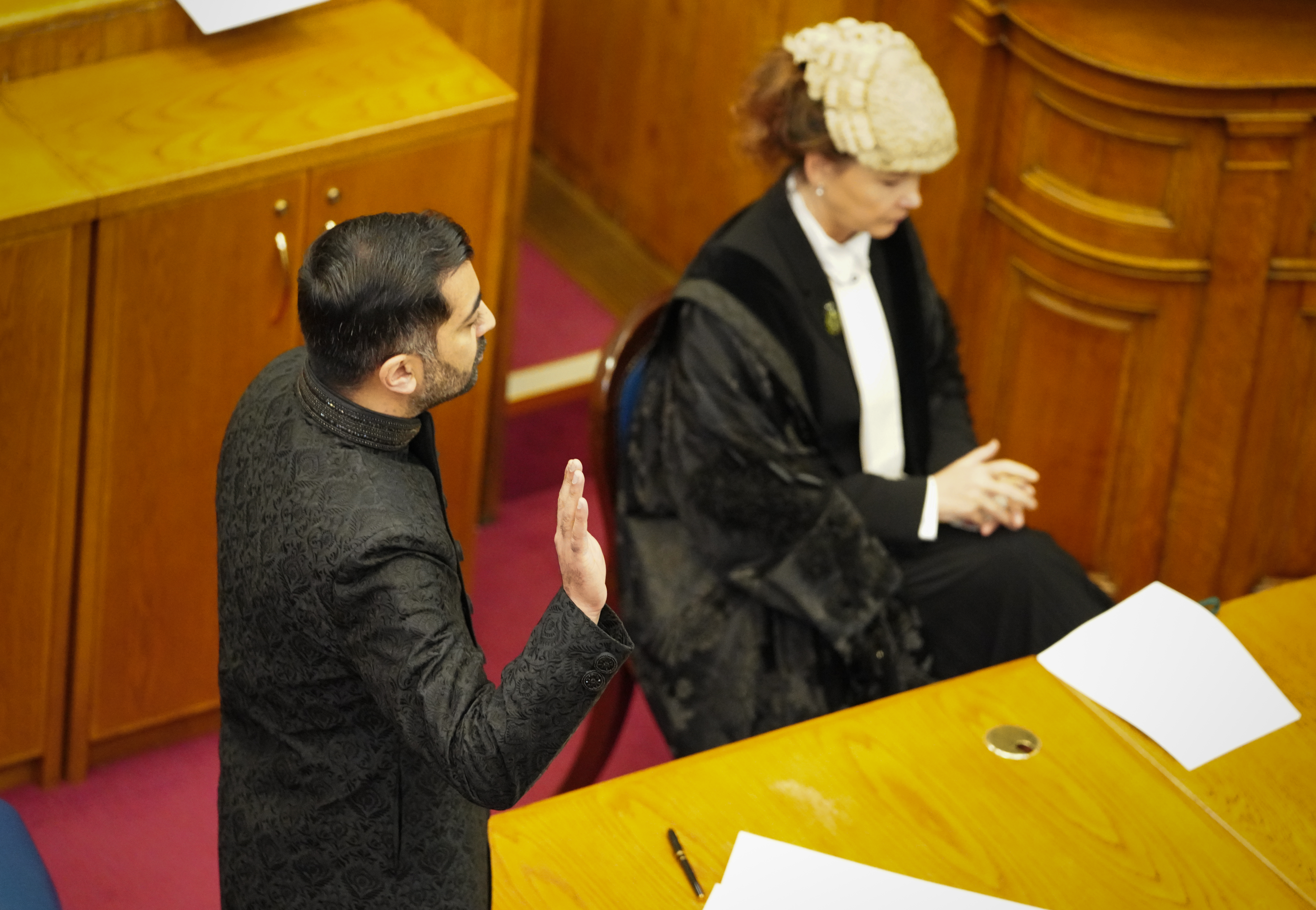
Humza Yousaf prêtant serment devant la Cours suprême d'Écosse (Court of Session), le 29 mars 2023.

Le 27 mars 2023, Humza Yousaf est élu par les membres de son parti pour devenir le nouveau chef du SNP. Il prend ainsi la direction d'un parti au pouvoir depuis seize ans, considéré par certains comme divisé et à bout de souffle et alors que le pourcentage d'Écossais favorables à l'indépendance a chuté à 39 %. Le lendemain, il est élu Premier ministre par le Parlement écossais. Âgé de 37 ans, il est la personne la plus jeune et la première d'origine indo-pakistanaise et de confession musulmane désignée comme chef du gouvernement écossais dans l'histoire de l'Écosse,.
Dès sa première soirée à Bute House, il pratique une prière musulmane, qu'il met en avant sur son compte Twitter.

#### Rupture avec les Verts et démission

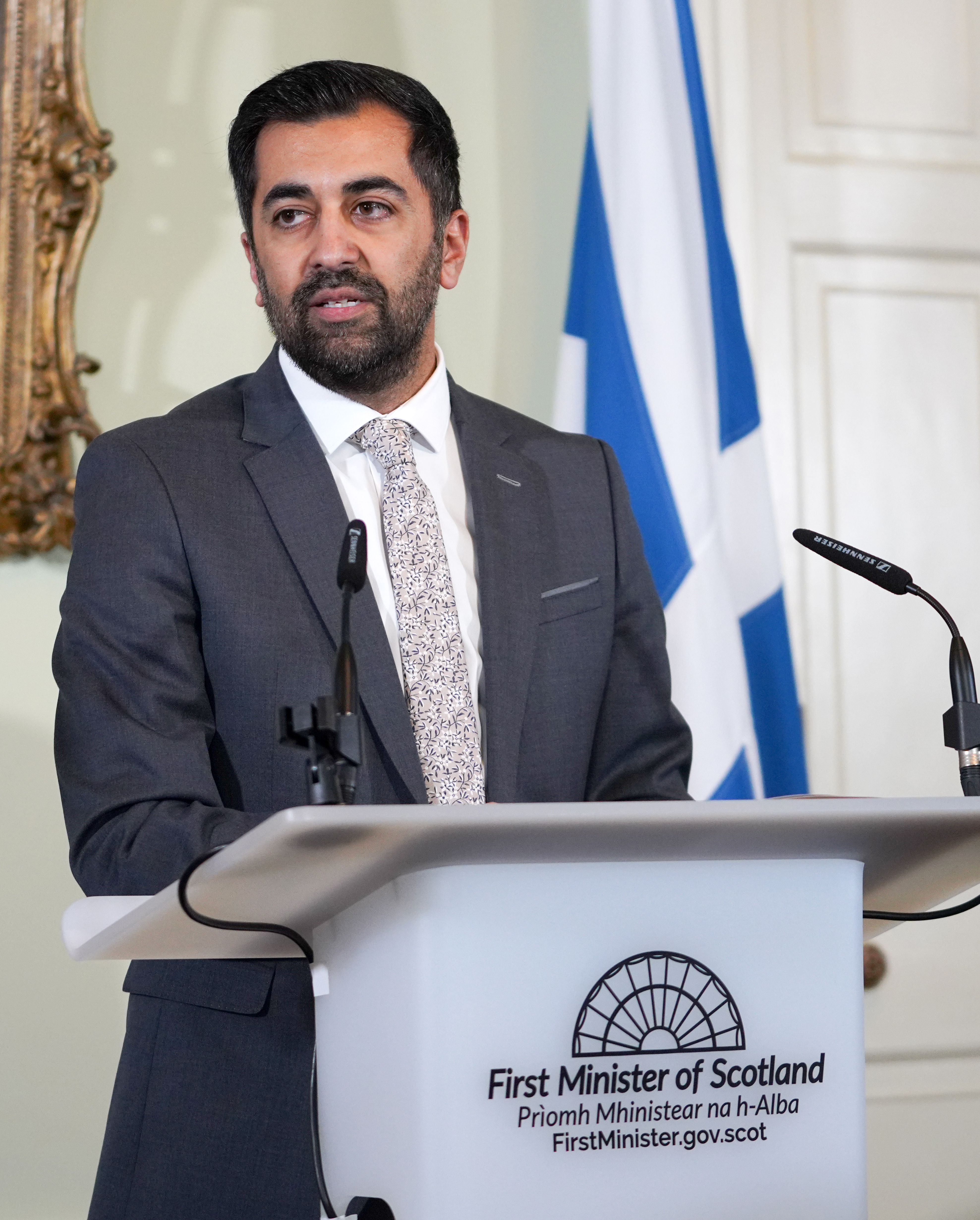
Humza Yousaf annonçant sa démission en tant que chef du Parti national écossais et Premier ministre d'Écosse.

En avril 2024, le Parti vert écossais annonce mettre fin à l'accord de gouvernement avec le SNP en raison de désaccords sur la politique environnementale et notamment sur les objectifs de réduction d'émission de CO2 initialement prévus. Immédiatement à la suite de ces événements, le chef de l'opposition Douglas Ross des conservateurs écossais annonce déposer une motion de censure contre le Premier ministre. Face au risque d'être renversé, Humza Yousaf indique le 29 avril avoir remis sa démission et qu'il gérera les affaires courantes jusqu'à l'élection de son successeur. John Swinney, ancien vice-Premier ministre, est élu à l'unanimité à la tête du Parti national écossais le 6 mai 2024 et succède à Humza Yousaf à la tête du gouvernement écossais.